# Gordon (rzeka)
Gordon (ang. Gordon River) – rzeka położona na Tasmanii, o długości 186 km. Rzeka Gordon wypływa z Parku Narodowego Franklin-Gordon Wild Rivers i płynie przez samorząd terytorialny West Coast Council i ostatecznie wpada do Macquarie Harbour na zachodnim wybrzeżu.
Główne dopływy: Serpentine i Franklin. Na rzece zlokalizowana jest zapora wodna Gordon.